# Пресвітерій (пресвітеріанство)
Пресвіте́рій (англ. presbytery) — орган регіонального управління в пресвітеріанській церкві. До складу пресвітерію входять пастори та авторитетні миряни, делеговані радами парафіяльних церков, що розташовані на території даної пресвітерії. Колегіальний принцип управління та участь світських осіб є головною відмінністю пресвітеріанської церковної організації від єпископату католицької, лютеранської та англіканської церков.
Засновником пресвітеріанської організації церкви вважається Ендрю Мелвілл, шотландський релігійний реформатор середини XVI століття. Вперше рішення про створення пресвітерію було прийнято шотландським парламентом в 1578 р. Однак проти ліквідації єпископату послідовно виступали королі Шотландії. В результаті боротьба між прихильниками пресвітеріанської і єпископальної моделі шотландської церкви тривала понад століття: лише після Славної революції 1688 року пресвітеріанська модель остаточно утвердилася в Шотландії, а згодом була перейнята і пресвітеріанськими церквами Англії, Ірландії, США та інших країн.